# خورشید نیمه‌شب (آلبوم زارا لارسن)
خورشید نیمه‌شب (انگلیسی: Midnight Sun) پنجمین آلبوم استودیویی از خوانندهٔ سوئدی زارا لارسن است که در ۲۶ سپتامبر ۲۰۲۵ توسط سومر هاوس و اپیک رکوردز منتشر خواهد شد. این آلبوم با تمرکز بر موضوعات شخصی مانند جاه‌طلبی، هویت و خود اندیشی شناخته می‌شود. آلبوم که از فضای تابستان سوئد الهام گرفته، ترکیبی از تولید پاپ صیقلی و ترانه‌سرایی تأمل‌برانگیز است. زارا لارسن در این پروژه با تیمی از همکاران شامل ام‌ان‌ئی‌کی (همکار قدیمی‌اش)، مارگو اکس‌اس، Zhone و هلنا گائو همکاری نزدیک داشته است. این آلبوم شامل ۱۰ قطعه است و پیش از انتشار آن با تک‌آهنگ‌های "Pretty Ugly" و «خورشید نیمه‌شب» معرفی شد. همچنین قرار است تور کنسرتی با عنوان تور خورشید نیمه‌شب از اکتبر ۲۰۲۵ در اروپا آغاز شود.

## پیش‌زمینه
زارا لارسن دربارهٔ ایدهٔ شکل‌گیری آلبوم گفته است:

«وقتی به این آلبوم فکر می‌کردم، از خودم پرسیدم: 'می‌خوام چی بگم؟ این آلبوم باید چی باشه؟' من واقعاً به میراث پاپ سوئدی‌ام افتخار می‌کنم، برای همین خواستم دربارهٔ تابستان سوئدی بنویسم؛ جایی که خورشید هیچ‌وقت غروب نمی‌کند. دلم می‌خواست کل آلبوم مثل یک شب تابستانی حس بشه که انگار هیچ‌وقت تموم نمی‌شه. حتی اگه دسامبر باشه، اون شب تابستونی هست، منتظرته، برات برمی‌گرده و تو هم براش برمی‌گردی.»

این پروژهٔ قطعه‌ای با تمرکز کامل خلاقانه از سوی لارسن شکل گرفته و او در آن با همکار دیرینه‌اش
ام‌ان‌ئی‌کی، همچنین تهیه‌کنندگان مارگو اکس‌اس، Zhone و ترانه‌سرا هلنا گائو همکاری کرده است. به گفتهٔ لارسن، الهام‌بخش اصلی این آلبوم تابستان سوئد بوده و هدفش خلق فضایی است که حس شب بی‌پایان تابستانی را منتقل کند. لارسون در پیامی به طرفداران، خورشید نیمه‌شب را بازتابی از هویت هنری‌اش معرفی کرده و آن را شخصی‌ترین اثر خود تا به امروز دانسته است. او می‌گوید این آلبوم حاصل سال‌ها تفکر، بلوغ هنری و بازنگری در مسیر موسیقایی خود است.
در فاصلهٔ چهار ساله بین آلبوم‌های خیلی خوب (۲۰۱۷) و دختر پوستر (۲۰۲۱)، او چند نسخهٔ مختلف از یک آلبوم را ضبط کرده اما همه را کنار گذاشته است، چرا که احساس می‌کرد باید اثری در سطح بالایی از نظر تجاری ارائه کند. او در این باره گفته است: «تو اون چهار سال، فکر کنم پنج تا آلبوم ساختم که با خودم گفتم: “نه، نه، نه، این خوب نیست. دوباره از اول». نام خورشید نیمه‌شب در همان مراحل ابتدایی انتخاب شد و چندین ترانه با همین عنوان نوشته شد تا در نهایت مفهوم نهایی شکل گرفت.